# Franciszek Jarecki
 (décembre 2013).
Si vous disposez d'ouvrages ou d'articles de référence ou si vous connaissez des sites web de qualité traitant du thème abordé ici, merci de compléter l'article en donnant les références utiles à sa vérifiabilité et en les liant à la section « Notes et références ».
Franciszek Jarecki  (né le 7 septembre 1931 à Gdów en Pologne - mort le 24 octobre 2010 à Érié aux États-Unis) est un pilote de chasse polonais, connu comme un transfuge polonais  qui passa à l'Ouest aux commandes d'un SB Lim-2 (MiG-15UTI, version biplace d'entraînement du MiG-15 fabriquée sous licence en Pologne).

## Biographie
Franciszek Jarecki est né le 7 septembre 1931 à Gdów près de Cracovie en Pologne, sa famille s'installe à Stanisławów où son père, officier de carrière, est muté. Après la guerre, en raison de changement de frontières, il s'installe avec sa mère (son père est mort au combat en 1939) à Bytom. En 1946, il commence sa formation de vol à voile. Quatre ans plus tard, il entre à l'école des cadets officiers de la force aérienne à Dęblin dont il sort major de promotion. En 1952, il reçoit son affectation  au 31e régiment de chasse à Bemowo, en novembre de la même année il est transféré au 28e régiment de chasse à Redzikowo à environ vingt kilomètres de la Mer Baltique.
Le matin du 5 mars 1953, le jour de la mort de Staline, il tente de faire défection lors d'un exercice. Pour cela, il plonge à 200 mètres pour éviter les radars soviétiques. Le sous-lieutenant Jarecki atteint l'île de Bornholm où il s'attend à trouver une grande base aérienne. Mais à sa déception, il découvre un petit aérodrome temporaire. Il envisage même de continuer son vol jusqu'à Copenhague mais en raison de manque de carburant il se pose à Rønne.
Son avion est étudié par les spécialistes américains (convoqués par les autorités danoises) et renvoyé en Pologne après quelques semaines. Jarecki arrive à Munich où il passe à la Radio Free Europe. À Londres, il est décoré par le général Władysław Anders de la croix du mérite ("Krzyż Zasługi"). Ensuite, il part pour les États-Unis où il reçoit le prix de 50 000 dollars pour avoir ramené un MiG-15 à l'Ouest. Il rencontre le président Dwight Eisenhower qui le naturalise américain.
Jarecki est populaire aux États-Unis et donne des nombreux interviews. Il termine ses études à l'Université de Californie puis à l'Alliance College et devient docteur en sciences techniques. En 1968, il fonde la société Jarecki Valves.
Franciszek Jarecki est marié deux fois, il a six enfants.
Sa combinaison de vol est exposée au National Air and Space Museum à Washington.
Jarecki n'est pas le premier à prendre un tel risque. Le sous-lieutenant Edward Pytko tente de gagner l'Autriche mais par manque de carburant, il a été intercepté par la poursuite soviétique  près de Wiener Neustadt. Il a été renvoyé en Pologne, jugé et condamné à la peine capitale.
Quelques mois après le vol de Franciszek Jarecki, Zdzisław Jaźwiński réalise le même exploit. Trois ans plus tard, quatre élèves officiers de l'école de Dęblin parviennent à se poser avec deux Yak-18 en Autriche.
En 2006, Franciszek Jarecki raconte son histoire dans la série télévisée Wielkie Ucieczki (Les grandes évasions)

## Décorations

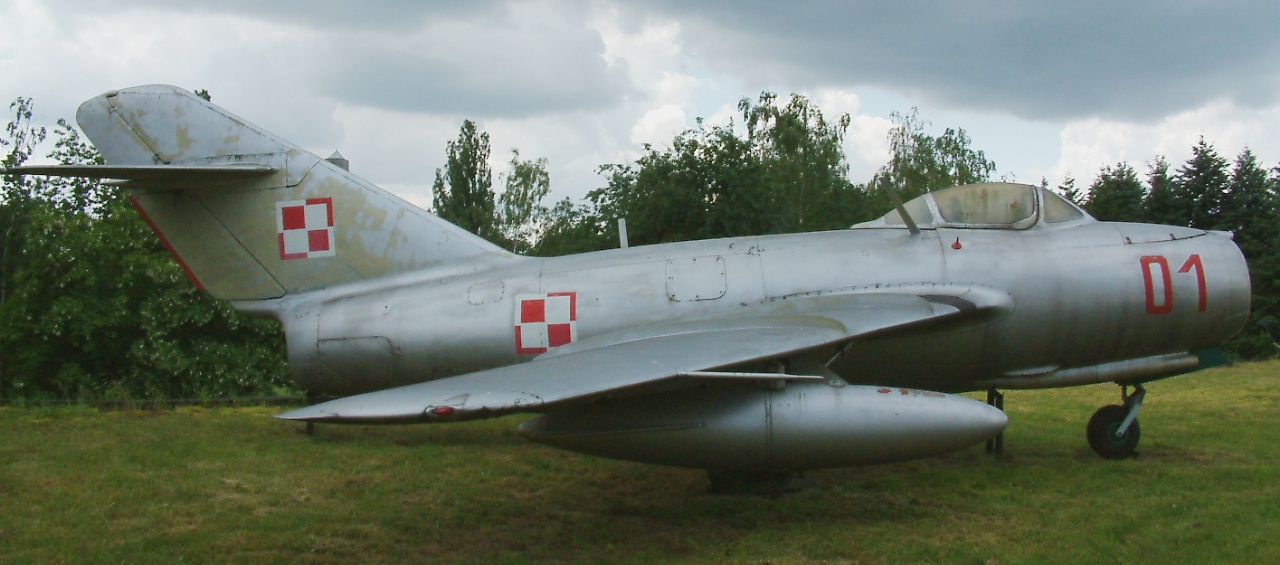
Mig 15 aux couleurs polonaises

- Croix du mérite (Krzyż Zasługi)